# 西哈奇 (阿拉巴馬州)
西哈奇（英語：Thach）是一個位於美國阿拉巴馬州萊姆斯通縣的非建制地區。該地的面積和人口皆未知。

## 地理
西哈奇的座標為34°55′11″N 86°53′34″W / 34.91972°N 86.89278°W，而該地的平均海拔高度為260米（即840英尺）。